# Enginyeria de bioprocés
L'enginyeria de bioprocessos és una de les aplicacions que es produeixen com a interacció de les disciplines de la biotecnologia, enginyeria bioquímica, enginyeria química i de l'enginyeria agrònoma, entre d'altres. Tracta sobre el disseny i desenvolupament d'equips i processos per fabricar productes com els aliments, els farratges, productes farmacèutics, químics, etc. a partir de materials biològics. Dissenya aparells com els bioreactors, estudia les maneres de fer la fermentació, etc. També tracta de diversos processos biotecnològics usats en les indústries.